# Arquidiocese de Bamenda
A Arquidiocese de Bamenda (Archidiœcesis Bamendana) é uma circunscrição eclesiástica da Igreja Católica situada em Bamenda, Camarões. Seu atual arcebispo é Andrew Nkea Fuanya. Sua Sé é a Catedral São José de Bamenda.
Possui 46 paróquias servidas por 174 padres, abrangendo uma população de 1 486 300 habitantes, com 41,3% da dessa população jurisdicionada batizada (613 298 católicos).

## História
A diocese de Bamenda foi erigida em 13 de agosto de 1970 pela bula Tametsi Christianarum do Papa Paulo VI, recebendo o território da diocese de Buéa. Originalmente era sufragânea da Arquidiocese de Yaoundé.
Em 18 de março de 1982 cedeu uma parte do seu território em vantagem da ereção da diocese de Kumbo e também foi elevada a arquidiocese metropolitana com a bula Eo magis catholica do Papa João Paulo II.

## Prelados
| #                   | Nome                     | Período    | Notas                  |
| Arcebispos          | Arcebispos               | Arcebispos | Arcebispos             |
| ------------------- | ------------------------ | ---------- | ---------------------- |
| 3º                  | Andrew Nkea Fuanya       | 2019-atual |                        |
| 2º                  | Cornelius Fontem Esua    | 2006-2019  |                        |
| 1º                  | Paul Mbiybe Verdzekov †  | 1982-2006  |                        |
| Arcebispo-coadjutor |                          |            |                        |
|                     | Cornelius Fontem Esua    | 2004-2006  |                        |
| Bispo               |                          |            |                        |
| 1º                  | Paul Mbiybe Verdzekov †  | 1970-1982  |                        |
| Bispos-auxiliares   |                          |            |                        |
|                     | Michael Miabesue Bibi    | 2017-2021  | Nomeado Bispo de Buéa  |
|                     | Agapitus Enuyehnyoh Nfon | 2011-2016  | Nomeado Bispo de Kumba |